# Abram Bombel
Abram Bombel (ur. 21 czerwca 1892 w Skierniewicach, zm. wiosną 1940 w Katyniu) – polski lekarz i przedsiębiorca narodowości żydowskiej, podporucznik lekarz Wojska Polskiego, ofiara zbrodni katyńskiej.

## Życiorys
Syn Mojżesza (Mieczysława) i Róży. Jako dziecko (1896) należał do dozoru bożniczego w Skierniewicach, a w 1916 został reprezentantem społeczności żydowskiej w radzie miasta Skierniewic. Ukończył studia na Uniwersytecie Warszawskim na wydziale lekarskim. Był doktorem nauk medycznych i specjalistą chorób wewnętrznych (internistą) oraz ginekologiem. W czasie wojny 1918–1921 służył w 36 pułku piechoty Legii Akademickiej w departamencie Sanitarnym Ministerstwa Spraw Wojskowych, a także należał do personelu medycznego pociągu sanitarnego Heleny Paderewskiej. Abram Bombel działał w radzie sanitarnej przy Szpitalu Ujazdowskim. W roku 1927 został mianowany podporucznikiem. W tym samym okresie został przydzielony do służb medycznych jako lekarz do 1 Szpitala Okręgowego w Warszawie. 
W czasie kampanii wrześniowej 1939, po agresji ZSRR na Polskę, w nieznanych okolicznościach dostał się do niewoli sowieckiej. Osadzono go w obozie jenieckim w Kozielsku. Wiosną 1940 został zamordowany przez funkcjonariuszy NKWD w lesie katyńskim i tam pogrzebany w bezimiennej mogile zbiorowej, gdzie od 28 lipca 2000 mieści się oficjalnie Polski Cmentarz Wojenny w Katyniu. W miejscu tym prowadzone były ekshumacje i prace archeologiczne, jednak nie został zidentyfikowany podczas ekshumacji prowadzonej przez Niemców w 1943. Figuruje na liście wywózkowej 059/1 z maja 1940.

### Życie prywatne
Abram Bombel wraz z żoną Ruchlą (Rachelą) mieszkał w Warszawie. Był skierniewickim przedsiębiorcą, który przyczynił się do budowy Skierniewickich Koszar Wojskowych.

## Upamiętnienie
5 października 2007 minister obrony narodowej Aleksander Szczygło mianował go pośmiertnie na stopień porucznika. Awans został ogłoszony 9 listopada 2007 w Warszawie, w trakcie uroczystości „Katyń Pamiętamy – Uczcijmy Pamięć Bohaterów”.
Jest jednym z 305 lekarzy pochowanych na Polskim Cmentarzu Wojennym w Katyniu i upamiętnia go tabliczka epitafijna nr 269. 